# Гилдон
Гилдон (на латински: Gildo) e военачалник на Западната римска империя през 4 век в Мавретания.
По произход той е бербер, син на романизирания офицер и княз на Мавретания Нубел. Има дъщеря Салвина. Брат e на Фирм, който е узурпатор (372 – 375) против император Валентиниан I.
През 386 г. Теодосий I го прави comes et magister utriusque militiae per Africam и управител на провинция Африка.
Въстава против Рим и Флавий Хонорий през 397 г. и 398 Стилихон изпраща Масцезел (брат на Гилдон) с 5000 галски ветерани в Северна Африка, бунтът e потушен, а Гилдон се самоубива.